# Hronská Dúbrava (stacja kolejowa)
Hronská Dúbrava (słow: Železničná stanica Hronská Dúbrava) – stacja kolejowa w miejscowości Hronská Dúbrava, w kraju bańskobystrzyckim, na Słowacji.
Znajduje się na zelektryfikowanej linii 150 Nové Zámky – Zvolen. Jest to linia niezelektryfikowana. Stacja znajduje się około 900 m na północny zachód od centrum miasta.

## Linie kolejowe[1]
- Linia 150 Nové Zámky – Zvolen
- Linia 154 Hronská Dúbrava – Banská Štiavnica
- Linia 171 Zvolen – Diviaky